# Morti il 10 maggio
| Questa pagina contiene informazioni ricavate automaticamente dalle voci biografiche con l'ausilio del template Bio e di un bot. L'aggiornamento è periodico e automatico e ricostruisce completamente la pagina. Se manca una persona in questa lista, sei pregato di non aggiungerla, ma accertati piuttosto che la sua voce biografica contenga il template Bio e che i dati anagrafici siano correttamente compilati. Se il template Bio manca, inseriscilo tu stesso o, in alternativa, metti l'avviso {{tmp\|Bio}} che ne segnala la mancanza. Se i dati riportati sono sbagliati, correggi direttamente la voce biografica; le modifiche saranno visibili in questa lista entro pochi giorni. Per chiarimenti vedi il progetto biografie. La lista contiene solo le 507 persone che sono citate nell'enciclopedia e per le quali è stato implementato correttamente il template Bio. Pagina aggiornata al 17 ago 2025. |

## III secolo(3)
- 238 - Massimino il Trace, imperatore romano
- 238 - Gaio Giulio Vero Massimo, politico romano (n. 217)
- 253 - Alfio, Filadelfo e Cirino, romano

## IX secolo(1)
- 884 - Ahmad ibn Tulun, emiro turco (n. 835)

## XI secolo(1)
- 1034 - Miecislao II di Polonia, re (n. 990)

## XII secolo(3)
- 1118 - Bonsignore Arlotti, vescovo cattolico italiano
- 1173 - Raimbaut d'Aurenga, trovatore francese
- 1184 - Taira no Koremori, nobile e militare giapponese (n. 1158)

## XIII secolo(4)
- 1202 - Mu'adzam Shah di Kedah, sovrano malese
- 1226 - Beatrice I d'Este, monaca cristiana italiana
- 1239 - Agnese di Zähringen, nobile tedesca (n. 1158)
- 1290 - Rodolfo II d'Asburgo, nobile tedesco (n. 1270)

## XIV secolo(3)
- 1324 - Shams al-Riʾāsa Abū al-Barakāt, religioso egiziano
- 1363 - Andouin Aubert, cardinale e vescovo cattolico francese
- 1367 - Élias de Saint-Yrieix, cardinale, vescovo cattolico e abate francese

## XV secolo(5)
- 1403 - Katherine Swynford, nobile (n. 1350)
- 1424 - Go-Kameyama, imperatore giapponese (n. 1347)
- 1480 - Filippo I di Hanau-Lichtenberg, conte tedesco (n. 1417)
- 1482 - Paolo dal Pozzo Toscanelli, matematico, astronomo e cartografo italiano (n. 1397)
- 1484 - Raimondo Lupi, giurista e diplomatico italiano (n. 1409)

## XVI secolo(16)
- 1516 - Ugolino di Vieri, poeta italiano (n. 1438)
- 1521 - Sebastian Brant, umanista, poeta e giurista tedesco (n. 1458)
- 1523 - Giovanni Luca Barberi, notaio e giurista italiano
- 1524 - Giovanni d'Albret-Orval, nobile francese
- 1529 - Luigi da Porto, scrittore e storiografo italiano (n. 1485)
- 1531 - Giorgio I di Pomerania, nobile tedesco (n. 1493)
- 1537 - Andrzej Krzycki, arcivescovo cattolico e teologo polacco (n. 1482)
- 1547 - Francisco de los Cobos y Molina, nobile spagnolo
- 1548 - Johannes Dantiscus, poeta e umanista polacco (n. 1485)
- 1550 - Giovanni di Lorena, cardinale e arcivescovo cattolico francese (n. 1498)
- 1555 - Oda Nobutomo, militare giapponese
- 1566 - Leonhart Fuchs, botanico e medico tedesco (n. 1501)
- 1567 - Juan Bautista de Toledo, architetto e architetto del paesaggio spagnolo (n. 1515)
- 1569 - Giovanni d'Avila, presbitero e santo spagnolo (n. 1499)
- 1577 - Francesco II Gonzaga-Novellara, nobile italiano (n. 1519)
- 1584 - Alvise Corner, cardinale italiano (n. 1517)

## XVII secolo(17)
- 1605 - Casimiro VI di Pomerania, nobile tedesco (n. 1557)
- 1622 - Fedele da San Germano, predicatore italiano (n. 1569)
- 1632 - Diego Álvarez, teologo e arcivescovo cattolico spagnolo (n. 1555)
- 1633 - Sanson Napollon, diplomatico francese (n. 1583)
- 1638 - Margaret Feilding, nobildonna scozzese (n. 1613)
- 1641 - Johan Banér, militare svedese (n. 1596)
- 1652 - Jacques Nompar de Caumont, militare francese (n. 1558)
- 1656 - Andrea Calcese, attore teatrale italiano (n. 1595)
- 1657 - Gustav Horn, militare e politico svedese (n. 1592)
- 1661 - Kirill Poluektovič Naryškin, nobile russo (n. 1623)
- 1661 - Ranuccio Scotti Douglas, arcivescovo cattolico e diplomatico italiano (n. 1597)
- 1667 - Maria Luisa di Gonzaga-Nevers (n. 1611)
- 1670 - Claude Vignon, pittore, incisore e illustratore francese (n. 1593)
- 1684 - Anne Carr, nobile (n. 1615)
- 1691 - José de Echevarría, presbitero e organaro spagnolo
- 1692 - George Etherege, drammaturgo, poeta e diplomatico inglese
- 1696 - Jean de La Bruyère, scrittore e aforista francese (n. 1645)

## XVIII secolo(35)
- 1702 - Antonio Gherardi, pittore e architetto italiano (n. 1638)
- 1707 - Giovanni Ernesto III di Sassonia-Weimar, duca tedesco (n. 1664)
- 1711 - Luigi di Lorena, principe (n. 1704)
- 1712 - John Lyon, IV conte di Strathmore e Kinghorne, nobile scozzese (n. 1663)
- 1712 - Andrea Santacroce, cardinale e arcivescovo cattolico italiano (n. 1655)
- 1721 - Cristiano Guglielmo di Schwarzburg-Sondershausen, conte (n. 1647)
- 1723 - Abraham Genoels II, pittore e incisore fiammingo (n. 1640)
- 1726 - Charles Beauclerk, I duca di St. Albans, nobile inglese (n. 1670)
- 1726 - Tommaso Mattei, architetto italiano (n. 1652)
- 1727 - Pier Jacopo Martello, poeta e drammaturgo italiano (n. 1665)
- 1728 - Jan Pieter van Baurscheit il Vecchio, scultore e architetto tedesco (n. 1669)
- 1731 - Jan Vaerman, matematico fiammingo (n. 1653)
- 1737 - Nakamikado, imperatore giapponese (n. 1702)
- 1739 - Cosmas Damian Asam, pittore, architetto e scultore tedesco (n. 1686)
- 1743 - Melusine von der Schulenburg, nobile tedesca (n. 1667)
- 1748 - Giovanni Battista Grone, pittore e scenografo italiano (n. 1682)
- 1750 - Louis-Charles de Machault d'Arnouville, politico e nobile francese (n. 1667)
- 1753 - Nicolas Fatio de Duillier, matematico e astronomo svizzero (n. 1664)
- 1758 - Christian Gottlieb Jöcher, bibliotecario e lessicografo tedesco (n. 1694)
- 1760 - Christoph Graupner, compositore e clavicembalista tedesco (n. 1683)
- 1762 - Robert Montagu, III duca di Manchester, nobile e politico inglese (n. 1710)
- 1764 - Christian Friedrich Henrici, poeta e librettista tedesco (n. 1700)
- 1770 - Charles Avison, compositore e organista britannico (n. 1709)
- 1774 - Luigi XV di Francia, re francese (n. 1710)
- 1775 - Carolina Matilde di Hannover, sovrana danese (n. 1751)
- 1775 - Samuele di Costantinopoli, arcivescovo ortodosso greco (n. 1700)
- 1784 - Antoine Court de Gébelin, letterato e esoterista francese
- 1787 - William Watson, fisico e botanico britannico (n. 1715)
- 1789 - Sayed Murad Khan, sovrano persiano
- 1794 - Athanase Louis Marie de Loménie, politico e nobile francese (n. 1730)
- 1794 - Pierre-François-Martial de Loménie, arcivescovo cattolico francese (n. 1763)
- 1794 - Elisabetta di Borbone-Francia, nobildonna francese (n. 1764)
- 1798 - George Vancouver, esploratore britannico (n. 1757)
- 1799 - Celio Colonna, presbitero italiano
- 1799 - Nicola Popolizio, presbitero italiano (n. 1747)

## XIX secolo(62)
- 1807 - Jean-Baptiste Donatien de Vimeur de Rochambeau, generale francese (n. 1725)
- 1808 - Joseph Marie Servan de Gerbey, generale francese (n. 1741)
- 1809 - Peter Karl Ott von Bátorkéz, militare ungherese (n. 1738)
- 1813 - Johann Karl Wilhelm Illiger, biologo e zoologo tedesco (n. 1775)
- 1813 - Louis de Ligne, militare belga (n. 1766)
- 1817 - Jean-Siffrein Maury, cardinale e arcivescovo cattolico francese (n. 1746)
- 1818 - Paul Revere, incisore e patriota statunitense (n. 1735)
- 1819 - Mariano Salvador Maella, pittore spagnolo (n. 1739)
- 1821 - Carlo Vanvitelli, architetto e ingegnere italiano (n. 1739)
- 1822 - Paolo Ruffini, matematico e medico italiano (n. 1765)
- 1824 - Bartolomeo Gandolfi, fisico, chimico e naturalista italiano (n. 1753)
- 1829 - Samuel Eyles Pierce, predicatore e teologo inglese (n. 1746)
- 1829 - Thomas Young, scienziato britannico (n. 1773)
- 1833 - François Andrieux, avvocato, poeta e drammaturgo francese (n. 1759)
- 1833 - Julien-François Douillard, architetto e politico francese (n. 1757)
- 1834 - Agostino Olivieri, teologo e vescovo cattolico italiano (n. 1758)
- 1837 - Girolamo Serra, politico e storico italiano (n. 1761)
- 1838 - José Aparicio, pittore spagnolo (n. 1773)
- 1840 - Catterino Cavos, compositore italiano (n. 1777)
- 1841 - Alessandro Rolla, violinista, violista e compositore italiano (n. 1757)
- 1842 - Amos Eaton, botanico e educatore statunitense (n. 1776)
- 1846 - Émile Deroy, pittore francese (n. 1820)
- 1847 - Paul Dermoncourt, generale francese (n. 1771)
- 1848 - Eliodoro Bianchi, tenore italiano (n. 1773)
- 1849 - Katsushika Hokusai, pittore e incisore giapponese (n. 1760)
- 1850 - Joseph Louis Gay-Lussac, fisico e chimico francese (n. 1778)
- 1853 - Michele Carrascosa, generale, politico e nobile italiano (n. 1774)
- 1853 - Ferdinando Maria Pignatelli, cardinale e arcivescovo cattolico italiano (n. 1770)
- 1856 - Modesto Farina, vescovo cattolico italiano (n. 1771)
- 1856 - Giampietro Secchi, gesuita, archeologo e filologo italiano (n. 1798)
- 1858 - Benedetto Marzolla, cartografo e geografo italiano (n. 1801)
- 1858 - Pakubuwono VII, sovrano indonesiano (n. 1796)
- 1860 - Theodore Parker, pastore protestante e predicatore statunitense (n. 1810)
- 1863 - Thomas Jonathan Jackson, generale statunitense (n. 1824)
- 1864 - Joaquina Sitchez, soprano e attrice teatrale spagnola (n. 1780)
- 1864 - Heinrich Müller, anatomista tedesco (n. 1820)
- 1866 - Joseph-Charles-Anthelme Cassaignolles, generale francese (n. 1806)
- 1868 - Emanuele Francica Pancali, patriota italiano (n. 1783)
- 1869 - Bernhard Molique, violinista e compositore tedesco (n. 1802)
- 1874 - Gioacchino Saluzzo, imprenditore e politico italiano (n. 1811)
- 1876 - Charles James Brenham, politico statunitense (n. 1817)
- 1877 - Sigismondo Chigi Albani della Rovere, VI principe di Farnese, principe italiano (n. 1798)
- 1878 - Ippolit Monighetti, architetto russo (n. 1819)
- 1880 - John Goss, organista e compositore inglese (n. 1800)
- 1881 - Nicola De Martino, vescovo cattolico italiano (n. 1818)
- 1884 - Charles-Adolphe Wurtz, chimico francese (n. 1817)
- 1885 - Leone Savoja, architetto italiano (n. 1814)
- 1886 - Friedrich Wasmann, pittore tedesco (n. 1805)
- 1886 - Francesco de Bourcard, editore e letterato italiano (n. 1821)
- 1887 - Francesco Gamba, pittore italiano (n. 1818)
- 1888 - Leonetto Cipriani, politico francese (n. 1812)
- 1889 - Michail Evgrafovič Saltykov-Ščedrin, scrittore e giornalista russo (n. 1826)
- 1890 - Kajetan von Bissingen-Nippenburg, ufficiale e politico austriaco (n. 1803)
- 1891 - Karl Wilhelm von Nägeli, botanico svizzero (n. 1817)
- 1892 - Fanny Churberg, pittrice finlandese (n. 1845)
- 1893 - Ion Emanuel Florescu, politico e militare rumeno (n. 1819)
- 1893 - Tommaso Maria Zigliara, cardinale, teologo e filosofo francese (n. 1833)
- 1896 - Luigi Cossa, economista italiano (n. 1831)
- 1897 - Andrés Bonifacio, rivoluzionario filippino (n. 1863)
- 1898 - William Beauclerk, X duca di St. Albans, nobile, politico e ufficiale inglese (n. 1840)
- 1899 - Robert Hans Schmitt, alpinista, esploratore e pittore austriaco (n. 1870)
- 1900 - Raffaello Pagliaccetti, scultore italiano (n. 1839)

## XX secolo(229)
- 1901 - Luisa di Prussia, principessa prussiana (n. 1829)
- 1902 - John Joseph Frederick Otto Zardetti, arcivescovo cattolico, teologo e funzionario svizzero (n. 1847)
- 1904 - Henry Morton Stanley, giornalista e esploratore statunitense (n. 1841)
- 1906 - Antonio Curò, ingegnere, alpinista e entomologo italiano (n. 1828)
- 1906 - Giuseppe Gabusi, musicista e inventore italiano (n. 1843)
- 1907 - Frederic Moore, entomologo britannico (n. 1830)
- 1908 - Oskar Langendorff, cardiologo e fisiologo tedesco (n. 1853)
- 1909 - Futabatei Shimei, scrittore, traduttore e critico letterario giapponese (n. 1864)
- 1909 - Félix-Henri Giacomotti, pittore francese (n. 1828)
- 1909 - Ludwig Thiersch, pittore tedesco (n. 1825)
- 1910 - Bernard Brunhes, geofisico francese (n. 1867)
- 1910 - Stanislao Cannizzaro, chimico e politico italiano (n. 1826)
- 1910 - William Gordon Stables, scrittore e medico scozzese (n. 1840)
- 1913 - Antonio Piterà, vescovo cattolico e teologo italiano (n. 1823)
- 1914 - Lillian Nordica, soprano statunitense (n. 1857)
- 1914 - William Alexander Smith, militare scozzese (n. 1854)
- 1914 - Ernst von Schuch, direttore d'orchestra austriaco (n. 1846)
- 1915 - Ernest Jacques Barbot, generale francese (n. 1855)
- 1915 - Karl Lamprecht, storico tedesco (n. 1856)
- 1916 - Luigi Piglione, militare italiano (n. 1866)
- 1916 - Giovanni Ruggia, militare italiano (n. 1830)
- 1917 - Joseph Benson Foraker, politico statunitense (n. 1846)
- 1919 - Ferdinando Fontana, commediografo, librettista e scrittore italiano (n. 1850)
- 1920 - John Wesley Hyatt, inventore statunitense (n. 1837)
- 1923 - Vaclav Vorovskij, rivoluzionario, giornalista e diplomatico russo (n. 1871)
- 1924 - Adolfo Albertazzi, scrittore italiano (n. 1865)
- 1924 - Hermann Kretzschmar, compositore, insegnante e filosofo tedesco (n. 1848)
- 1924 - Alberto Riva, ingegnere e imprenditore italiano (n. 1848)
- 1925 - Alexandru Marghiloman, politico rumeno (n. 1854)
- 1925 - William Massey, politico neozelandese (n. 1856)
- 1926 - Carl Hering, ingegnere statunitense (n. 1860)
- 1926 - Alton Brooks Parker, avvocato e politico statunitense (n. 1852)
- 1926 - Giacinto Menotti Serrati, politico e giornalista italiano (n. 1872)
- 1926 - Gustavo Simoni, pittore italiano (n. 1845)
- 1927 - Alessandro Artom, ingegnere e inventore italiano (n. 1867)
- 1927 - Harald Hansen, calciatore danese (n. 1884)
- 1927 - George Osborne, X duca di Leeds, nobile e politico inglese (n. 1862)
- 1927 - George Bishop Sudworth, botanico statunitense (n. 1864)
- 1928 - Henry Daras, pittore francese (n. 1850)
- 1928 - Ivan Merz, insegnante croato (n. 1896)
- 1929 - Cesare Alessandri, politico, giornalista e sindacalista italiano (n. 1869)
- 1930 - Bjarne Klavestad, calciatore norvegese (n. 1905)
- 1930 - Julio Romero de Torres, pittore spagnolo (n. 1874)
- 1933 - Duilio Gigli, matematico italiano (n. 1878)
- 1933 - Selma Kurz, cantante lirica austriaca (n. 1874)
- 1933 - Maria Teresa d'Asburgo-Lorena, nobile (n. 1862)
- 1934 - Vjačeslav Rudol'fovič Menžinskij, rivoluzionario e politico sovietico (n. 1874)
- 1935 - Raymond Hamilton, criminale statunitense (n. 1913)
- 1935 - Herbert Witherspoon, basso e impresario teatrale statunitense (n. 1873)
- 1936 - Francesco Carnevalini, militare italiano (n. 1898)
- 1936 - Jaroslav Hilbert, scrittore e drammaturgo ceco (n. 1871)
- 1937 - Paul Chabas, pittore francese (n. 1869)
- 1937 - Costanzo Rinaudo, storico e politico italiano (n. 1847)
- 1938 - William Eagle Clarke, ornitologo britannico (n. 1853)
- 1938 - Enrico Rebuschini, presbitero italiano (n. 1860)
- 1939 - James Parrott, regista, attore e sceneggiatore statunitense (n. 1897)
- 1939 - Romolo Putelli, presbitero, storico e bibliotecario italiano (n. 1880)
- 1940 - Chūjirō Hayashi, medico e militare giapponese (n. 1880)
- 1940 - Francis Powers, regista, attore e sceneggiatore statunitense (n. 1865)
- 1941 - Cissy Fitzgerald, attrice britannica (n. 1873)
- 1941 - František Jirásek, calciatore boemo (n. 1885)
- 1941 - Paul Évariste Parmentier, botanico francese (n. 1860)
- 1942 - Jacky Carr, allenatore di calcio e calciatore inglese (n. 1892)
- 1942 - Dimitrios Petrokokkinis, tennista greco (n. 1878)
- 1944 - Olga Bancic, partigiana rumena (n. 1912)
- 1944 - Helmut Rosenbaum, militare tedesco (n. 1913)
- 1945 - Fritz Freitag, generale tedesco (n. 1894)
- 1945 - Richard Glücks, generale e poliziotto tedesco (n. 1889)
- 1945 - Konrad Henlein, avvocato e politico tedesco (n. 1898)
- 1945 - Heinz Roch, generale e poliziotto tedesco (n. 1905)
- 1945 - Aleksandr Sergeevič Ščerbakov, politico e generale sovietico (n. 1901)
- 1948 - Mario Fontana, militare e partigiano italiano (n. 1897)
- 1949 - Emilio Alfieri, ginecologo italiano (n. 1874)
- 1949 - Emilio de Gogorza, baritono e insegnante statunitense (n. 1872)
- 1949 - Clarence Robbins, sceneggiatore statunitense (n. 1888)
- 1950 - Vasile Aftenie, vescovo cattolico rumeno (n. 1899)
- 1950 - Francesco Domenighini, pittore italiano (n. 1860)
- 1950 - Francis Leoncini, aviatore e militare italiano (n. 1915)
- 1951 - Leon Campbell, astronomo statunitense (n. 1881)
- 1951 - Nikola Mušanov, politico bulgaro (n. 1872)
- 1952 - Gino Boccasile, illustratore, pubblicitario e militare italiano (n. 1901)
- 1952 - Clark Hull, psicologo statunitense (n. 1884)
- 1955 - Bruno Bisterzo, pugile italiano (n. 1914)
- 1955 - Tommy Burns, pugile canadese (n. 1881)
- 1955 - Niccolò Introna, dirigente d'azienda italiano (n. 1868)
- 1955 - George Soulié de Morant, diplomatico, scrittore e sinologo francese (n. 1878)
- 1955 - Ezio Villani, politico e partigiano italiano (n. 1892)
- 1956 - Clarence E. Mulford, scrittore statunitense (n. 1883)
- 1957 - Guido Ascoli, matematico italiano (n. 1887)
- 1957 - Kurt von Tippelskirch, generale tedesco (n. 1891)
- 1957 - Annie Turnbo Malone, imprenditrice, inventrice e filantropa statunitense (n. 1877)
- 1959 - Enrique Guaita, calciatore argentino (n. 1910)
- 1959 - Leslie Knighton, allenatore di calcio inglese (n. 1884)
- 1959 - Willy Leiser, scultore, pittore e illustratore svizzero (n. 1918)
- 1959 - Reuven Shiloah, funzionario e agente segreto israeliano (n. 1909)
- 1959 - Albert Thévenon, pallanuotista francese (n. 1901)
- 1960 - Erwin George Baker, pilota automobilistico, pilota motociclistico e dirigente sportivo statunitense (n. 1882)
- 1960 - Gianni Franciolini, regista e sceneggiatore italiano (n. 1910)
- 1960 - Jurij Karlovič Oleša, scrittore e drammaturgo sovietico (n. 1899)
- 1961 - Luciano Doria, giornalista, regista e sceneggiatore italiano (n. 1891)
- 1961 - Romolo Quazza, storico italiano (n. 1884)
- 1961 - Rollin S. Sturgeon, regista e sceneggiatore statunitense (n. 1877)
- 1962 - Shunroku Hata, militare giapponese (n. 1879)
- 1963 - Gianfranco Comotti, pilota automobilistico italiano (n. 1906)
- 1964 - Carol Haney, attrice, cantante e ballerina statunitense (n. 1924)
- 1964 - Michail Fëdorovič Larionov, pittore, scenografo e costumista russo (n. 1881)
- 1965 - Louis Chaudet, regista e sceneggiatore statunitense (n. 1884)
- 1965 - William Petersson, lunghista e velocista svedese (n. 1895)
- 1965 - Jean Rodier, nuotatore e pallanuotista francese (n. 1891)
- 1966 - Erich Engel, regista tedesco (n. 1891)
- 1966 - Antonio Magarotto, attivista e educatore italiano (n. 1891)
- 1967 - Lorenzo Bandini, pilota automobilistico italiano (n. 1935)
- 1967 - Enrico Mauri, presbitero italiano (n. 1883)
- 1968 - Scotty Beckett, attore statunitense (n. 1929)
- 1968 - Noël Calef, scrittore, traduttore e sceneggiatore italiano (n. 1907)
- 1968 - Vasilij Danilovič Sokolovskij, generale e politico sovietico (n. 1897)
- 1969 - Luigi Gerbella, ingegnere italiano (n. 1892)
- 1969 - Eli Lotar, fotografo, regista e direttore della fotografia francese (n. 1905)
- 1970 - Mari Blanchard, attrice statunitense (n. 1927)
- 1971 - Colombo Corneli, politico italiano (n. 1892)
- 1971 - Larry Nuesslein, tiratore a segno statunitense (n. 1895)
- 1971 - Faina Ševčenko, attrice teatrale russa (n. 1893)
- 1972 - Winifred Beamish, tennista britannica (n. 1883)
- 1972 - Giovanni Bertone, imprenditore e carrozziere italiano (n. 1884)
- 1972 - Francisco Bores, pittore spagnolo (n. 1898)
- 1972 - Boris Ėmmanuilovič Chajkin, direttore d'orchestra bielorusso (n. 1904)
- 1972 - Rhys Gemmell, tennista australiano (n. 1896)
- 1972 - Colonnello Toon, aviatore e militare vietnamita
- 1973 - Guido Gatti, giornalista, critico musicale e musicologo italiano (n. 1892)
- 1974 - Orlando Amêndola, nuotatore, pallanuotista e canottiere brasiliano (n. 1899)
- 1974 - Gennaro Cantiello, militare italiano (n. 1938)
- 1974 - Hal Mohr, direttore della fotografia statunitense (n. 1894)
- 1974 - Takeshi Sakamoto, attore giapponese (n. 1899)
- 1975 - Roque Dalton, poeta, giornalista e rivoluzionario salvadoregno (n. 1935)
- 1975 - Bertha Lee Pate, cantante statunitense (n. 1902)
- 1975 - Adalberto Pazzini, medico e storico italiano (n. 1898)
- 1976 - Viktoria von Ballasko, attrice e doppiatrice austriaca (n. 1909)
- 1976 - Lucile Browne, attrice statunitense (n. 1907)
- 1976 - Gennaro Miceli, politico e ingegnere italiano (n. 1901)
- 1977 - Joan Crawford, attrice statunitense (n. 1904)
- 1977 - Jack Pickering, calciatore inglese (n. 1908)
- 1977 - Mario Soffici, regista, sceneggiatore e attore italiano (n. 1900)
- 1979 - Antun Augustinčić, scultore croato (n. 1900)
- 1979 - István Bibó, avvocato e politico ungherese (n. 1911)
- 1979 - Hans Bjerrum, hockeista su prato danese (n. 1899)
- 1979 - Charles Frankel, filosofo, diplomatico e docente statunitense (n. 1917)
- 1979 - Ita Rina, attrice jugoslava (n. 1907)
- 1980 - Henri Crémieux, attore francese (n. 1896)
- 1980 - Emiel Faignaert, ciclista su strada belga (n. 1919)
- 1980 - Kálmán Konrád, calciatore e allenatore di calcio ungherese (n. 1896)
- 1980 - Leslie Copus Peltier, astronomo statunitense (n. 1900)
- 1981 - José Carlos Castillo García-Tudela, calciatore spagnolo (n. 1908)
- 1981 - Ismail di Johor, sovrano malese (n. 1894)
- 1981 - Mario Orazio Perelli, anarchico e partigiano italiano (n. 1899)
- 1981 - Nikolaj Tiščenko, calciatore e allenatore di calcio sovietico (n. 1926)
- 1982 - Jacques Désiré Leandri, botanico e micologo francese (n. 1903)
- 1982 - Peter Weiss, scrittore e drammaturgo tedesco (n. 1916)
- 1983 - Renato De Riva, pattinatore di velocità su ghiaccio italiano (n. 1937)
- 1983 - Émile Zermani, calciatore francese (n. 1911)
- 1984 - Joaquim Agostinho, ciclista su strada portoghese (n. 1943)
- 1984 - Mario Baratto, critico letterario e italianista italiano (n. 1920)
- 1984 - Robert Moore, regista statunitense (n. 1927)
- 1984 - Angelo Narducci, giornalista e politico italiano (n. 1930)
- 1984 - Luigi Tommasi, calciatore italiano (n. 1907)
- 1984 - Václav Zykmund, pittore e fotografo cecoslovacco (n. 1914)
- 1985 - Tahar Ben Ammar, politico tunisino (n. 1889)
- 1985 - Toni Branca, pilota automobilistico svizzero (n. 1916)
- 1985 - Theo Clausen, allenatore di pallacanestro e dirigente sportivo tedesco (n. 1911)
- 1985 - Giulio Morelli, regista e sceneggiatore italiano (n. 1915)
- 1985 - Pietro Nuvolone, giurista italiano (n. 1917)
- 1985 - Florizel von Reuter, violinista e insegnante statunitense (n. 1890)
- 1985 - Abd al-Muhsin bin Abd al-Aziz Al Sa'ud, principe, politico e poeta saudita (n. 1925)
- 1986 - Francesco Pescia, calciatore italiano (n. 1907)
- 1986 - Vladimir Ivanovič Tišura, vigile del fuoco e militare sovietico (n. 1959)
- 1988 - Ciarán Bourke, musicista irlandese (n. 1935)
- 1988 - José Guardiola, attore e doppiatore spagnolo (n. 1921)
- 1988 - Hugh Laing, ballerino barbadiano (n. 1911)
- 1988 - Henri Ledroit, controtenore francese (n. 1946)
- 1988 - Shen Congwen, scrittore cinese (n. 1902)
- 1989 - Joe Brennan, cestista e allenatore di pallacanestro statunitense (n. 1900)
- 1989 - Johnny Green, compositore statunitense (n. 1908)
- 1989 - Larry Nocella, sassofonista italiano (n. 1949)
- 1989 - Woody Shaw, musicista e compositore statunitense (n. 1944)
- 1989 - Hassler Whitney, matematico statunitense (n. 1907)
- 1990 - Susan Oliver, attrice statunitense (n. 1932)
- 1990 - Walker Percy, scrittore statunitense (n. 1916)
- 1990 - George Stevenson, calciatore e allenatore di calcio scozzese (n. 1905)
- 1991 - Béla Balassa, economista ungherese (n. 1928)
- 1991 - Francisco Peralta, calciatore spagnolo (n. 1919)
- 1991 - Edoardo Ratti, calciatore italiano (n. 1908)
- 1991 - Jörgen Smit, pedagogista norvegese (n. 1916)
- 1991 - Georg Strobl, hockeista su ghiaccio tedesco (n. 1910)
- 1992 - Douglas Gairdner, pediatra scozzese (n. 1910)
- 1992 - John Lund, attore statunitense (n. 1913)
- 1992 - Werner Nilsen, calciatore e allenatore di calcio norvegese (n. 1904)
- 1992 - Dan Sturkie, attore e doppiatore statunitense (n. 1924)
- 1993 - Enrico De Cillia, pittore italiano (n. 1910)
- 1993 - Dermot Sheriff, cestista irlandese (n. 1920)
- 1993 - Lester del Rey, autore di fantascienza, curatore editoriale e critico letterario statunitense (n. 1915)
- 1994 - John Wayne Gacy, serial killer statunitense (n. 1942)
- 1994 - René Truhaut, docente francese (n. 1909)
- 1995 - Giuseppe Antonio Arena, poeta e giurista italiano (n. 1935)
- 1995 - Georges Candilis, architetto, ingegnere e urbanista francese (n. 1913)
- 1995 - Juan López Mella, pilota motociclistico spagnolo (n. 1965)
- 1995 - Gino Piccinin, scacchista italiano (n. 1911)
- 1995 - Steffie Spira, attrice austriaca (n. 1908)
- 1996 - Gerd Duwner, attore, doppiatore e conduttore radiofonico tedesco (n. 1925)
- 1996 - Nicola Giordano, chimico italiano (n. 1931)
- 1996 - Luigi Ilardo, mafioso italiano (n. 1951)
- 1996 - Stefano Jacomuzzi, scrittore e critico letterario italiano (n. 1924)
- 1996 - Ezio Triccoli, maestro di scherma e schermidore italiano (n. 1915)
- 1997 - Buddy Anderson, trombettista statunitense (n. 1919)
- 1997 - Carlo Baiardi, sassofonista italiano (n. 1915)
- 1997 - John P. Austin, scenografo statunitense (n. 1906)
- 1997 - Jacinto Quincoces, calciatore e allenatore di calcio spagnolo (n. 1905)
- 1997 - Silvano Tranquilli, attore e doppiatore italiano (n. 1925)
- 1998 - Ambrogio Alfonso, calciatore e allenatore di calcio italiano (n. 1917)
- 1998 - Angelo Caimo, calciatore italiano (n. 1914)
- 1998 - Ricardo Esberad Capanema, nuotatore brasiliano (n. 1933)
- 1998 - Nekojiru, fumettista e illustratrice giapponese (n. 1967)
- 1998 - Clara Rockmore, musicista lituana (n. 1911)
- 1998 - Walter Rodekamp, calciatore tedesco (n. 1941)
- 1999 - Giancarlo De Carolis, politico e avvocato italiano (n. 1930)
- 1999 - Shel Silverstein, poeta, cantautore e disegnatore statunitense (n. 1930)
- 2000 - Guadalupe Amor, scrittrice messicana (n. 1918)
- 2000 - Kiyoshi Kuromiya, attivista e pacifista statunitense (n. 1943)
- 2000 - Kaneto Shiozawa, attore e doppiatore giapponese (n. 1954)
- 2000 - Craig Stevens, attore statunitense (n. 1918)
- 2000 - Dario Zanelli, giornalista e critico cinematografico italiano (n. 1922)

## XXI secolo(127)
- 2001 - Francesco Corvaglia, politico italiano (n. 1920)
- 2001 - Lucifero Martini, scrittore, poeta e giornalista italiano (n. 1916)
- 2001 - Marcel Rijckaert, ciclista su strada e pistard belga (n. 1920)
- 2001 - Nikos Sampson, giornalista, politico e guerrigliero cipriota (n. 1935)
- 2002 - Vitale Artese, politico italiano (n. 1922)
- 2002 - Kaifi Azmi, poeta e scrittore indiano (n. 1919)
- 2002 - John Cunniff, allenatore di hockey su ghiaccio statunitense (n. 1944)
- 2002 - Gabriele Mucchi, architetto e pittore italiano (n. 1899)
- 2002 - David Riesman, sociologo statunitense (n. 1909)
- 2002 - Yves Robert, attore, sceneggiatore e regista francese (n. 1920)
- 2003 - Leonard Michaels, scrittore statunitense (n. 1933)
- 2003 - Milan Vukčević, scacchista, compositore di scacchi e ingegnere jugoslavo (n. 1937)
- 2004 - Renzo Bergamo, pittore italiano (n. 1934)
- 2004 - Orvar Bergmark, calciatore e allenatore di calcio svedese (n. 1930)
- 2004 - Knut Brogaard, calciatore norvegese (n. 1935)
- 2004 - William Dalton, gesuita e biblista australiano (n. 1916)
- 2004 - Dennis Wilshaw, calciatore inglese (n. 1926)
- 2005 - Romy Diaz, attore e regista filippino (n. 1941)
- 2005 - Marian Foik, velocista polacco (n. 1933)
- 2005 - Henry France, calciatore ghanese (n. 1947)
- 2005 - Aleksandr Kandel', cestista e allenatore di pallacanestro sovietico (n. 1935)
- 2005 - David Wayne, cantante statunitense (n. 1958)
- 2005 - Eugen Wellish, calciatore ungherese (n. 1924)
- 2006 - Milvio Capovani, matematico, informatico e ingegnere italiano (n. 1935)
- 2006 - Val Guest, regista, sceneggiatore e attore britannico (n. 1911)
- 2006 - Soraya, cantautrice, chitarrista e arrangiatrice statunitense (n. 1969)
- 2006 - Aleksandr Zinov'ev, filosofo e scrittore russo (n. 1922)
- 2007 - Paulino Bernabé, liutaio spagnolo (n. 1932)
- 2007 - Oliver Millar, storico dell'arte britannico (n. 1923)
- 2007 - Giorgio Mirri, compositore di scacchi italiano (n. 1917)
- 2007 - Walter Sacchetti, politico, partigiano e sindacalista italiano (n. 1918)
- 2008 - Roberto Berardi, architetto e urbanista italiano (n. 1937)
- 2008 - Werner Roell, aviatore e militare tedesco (n. 1914)
- 2008 - Mario Schiano, sassofonista italiano (n. 1933)
- 2009 - Tránsito Amaguaña, attivista ecuadoriana (n. 1909)
- 2009 - Rodrigo Rosenberg Marzano, avvocato guatemalteco (n. 1960)
- 2010 - Charles Currey, velista britannico (n. 1916)
- 2010 - Frank Frazetta, illustratore, pittore e scultore statunitense (n. 1928)
- 2011 - Giuseppe Cataldo, mafioso italiano (n. 1938)
- 2012 - Horst Faas, fotografo tedesco (n. 1933)
- 2012 - Günther Kaufmann, attore tedesco (n. 1947)
- 2012 - Piero Pellicini, politico italiano (n. 1941)
- 2012 - Eddie Perkins, pugile statunitense (n. 1937)
- 2012 - Carroll Shelby, pilota automobilistico e imprenditore statunitense (n. 1923)
- 2012 - Gunnar Sønsteby, partigiano norvegese (n. 1918)
- 2012 - Walter Wink, teologo e biblista statunitense (n. 1935)
- 2013 - Francesco Alberto Giunta, scrittore, poeta e giornalista italiano (n. 1925)
- 2013 - Sheila Gordon, scrittrice statunitense (n. 1927)
- 2013 - Théophile Ngoie Wa Ngoie, cestista e allenatore di pallacanestro della Repubblica Democratica del Congo (n. 1945)
- 2014 - Yeso Amalfi, calciatore brasiliano (n. 1925)
- 2014 - Maurice Casey, biblista britannico (n. 1942)
- 2014 - José Cestero, cestista portoricano (n. 1938)
- 2014 - Eugene Chyzowych, allenatore di calcio polacco (n. 1935)
- 2014 - Patrick Lucey, politico e ambasciatore statunitense (n. 1918)
- 2014 - Mary Stewart, scrittrice britannica (n. 1916)
- 2015 - Chris Burden, artista statunitense (n. 1946)
- 2015 - Fabrizio Casadio, conduttore radiofonico, conduttore televisivo e ingegnere italiano (n. 1935)
- 2015 - Marino Collecchia, artista e designer italiano (n. 1933)
- 2015 - Mario Da Vinci, cantante e attore italiano (n. 1942)
- 2015 - Kim Kyok-sik, generale e politico nordcoreano (n. 1938)
- 2015 - Mario Rodríguez, calciatore argentino (n. 1937)
- 2015 - Jindřich Roudný, siepista cecoslovacco (n. 1924)
- 2015 - Victor Salvi, arpista, liutaio e imprenditore statunitense (n. 1920)
- 2016 - Paolo Granzotto, giornalista, saggista e opinionista italiano (n. 1940)
- 2016 - Thomas Luckmann, sociologo e filosofo austriaco (n. 1927)
- 2016 - Steve Smith, mountain biker canadese (n. 1989)
- 2016 - Riki Sorsa, cantante finlandese (n. 1952)
- 2017 - Silvano Basagni, tiratore a volo italiano (n. 1938)
- 2017 - Geoffrey Bayldon, attore britannico (n. 1924)
- 2017 - Emmanuèle Bernheim, scrittrice e sceneggiatrice francese (n. 1955)
- 2017 - Giuseppe Ciccantelli, politico italiano (n. 1946)
- 2017 - Colette Guillaumin, sociologa francese (n. 1934)
- 2017 - Miriam Rodríguez Martínez, attivista messicana (n. 1960)
- 2017 - Egisto Volterrani, architetto, traduttore e scenografo italiano (n. 1937)
- 2017 - Zhang Wuchen, artista marziale cinese (n. 1916)
- 2018 - Manlio Brigaglia, storico e giornalista italiano (n. 1929)
- 2018 - Giovanni Battista Castiglioni, geografo italiano (n. 1931)
- 2018 - Donnie Forman, cestista statunitense (n. 1926)
- 2018 - David Goodall, botanico britannico (n. 1914)
- 2018 - Emile Gumbs, politico anguillano (n. 1928)
- 2018 - Ken Hodgkisson, calciatore inglese (n. 1933)
- 2018 - Evgenij Andreevič Vasjukov, scacchista russo (n. 1933)
- 2019 - Maurizio Ancidoni, attore italiano (n. 1958)
- 2019 - Luigi Di Gianni, regista e sceneggiatore italiano (n. 1926)
- 2019 - Vincenzo Falsetti, paroliere, scrittore e poeta italiano (n. 1932)
- 2019 - Gérard Fossoud, calciatore francese (n. 1935)
- 2019 - Domenico Padovano, vescovo cattolico italiano (n. 1940)
- 2019 - Miguel Ángel Repetto, fumettista argentino (n. 1929)
- 2019 - Alfredo Pérez Rubalcaba, chimico e politico spagnolo (n. 1951)
- 2019 - Quitman Sullins, cestista statunitense (n. 1934)
- 2020 - Aldo Bassi, trombettista e compositore italiano (n. 1962)
- 2020 - Ha Ui-geon, cestista sudcoreano (n. 1943)
- 2020 - Albert One, cantante italiano (n. 1956)
- 2020 - Sergio Sant'Anna, scrittore, poeta e drammaturgo brasiliano (n. 1941)
- 2020 - Betty Wright, cantautrice statunitense (n. 1953)
- 2021 - Miguel Arellano, cestista messicano (n. 1941)
- 2021 - Neil Connery, attore britannico (n. 1938)
- 2021 - Michel Fourniret, serial killer francese (n. 1942)
- 2021 - Fortunato Franco, calciatore indiano (n. 1939)
- 2021 - Néstor Montelongo, calciatore uruguaiano (n. 1955)
- 2021 - Giampiero Poggiali Berlinghieri, pittore e scultore italiano (n. 1936)
- 2021 - Giosuè Stucchi, calciatore e allenatore di calcio italiano (n. 1931)
- 2021 - Svante Thuresson, cantante svedese (n. 1937)
- 2021 - Pauline Tinsley, soprano britannico (n. 1928)
- 2022 - Richard Benson, chitarrista, cantautore e personaggio televisivo britannico (n. 1955)
- 2022 - Hanns-Peter Boehm, chimico tedesco (n. 1928)
- 2022 - María Duval, attrice argentina (n. 1926)
- 2022 - Leonid Kravčuk, politico ucraino (n. 1934)
- 2022 - Bob Lanier, cestista e allenatore di pallacanestro statunitense (n. 1948)
- 2022 - Matei Ruhring, cestista e allenatore di pallacanestro rumeno (n. 1942)
- 2023 - Massimo Cavezzali, fumettista italiano (n. 1950)
- 2023 - Ian Hacking, filosofo canadese (n. 1936)
- 2023 - Rolf Harris, cantante, showman e pittore australiano (n. 1930)
- 2023 - Gioacchino Lanza Tomasi, nobile e musicologo italiano (n. 1934)
- 2023 - Jan Lundin, nuotatore svedese (n. 1942)
- 2023 - Enrico Oldoini, sceneggiatore e regista italiano (n. 1946)
- 2023 - Federico Savina, fonico e musicista italiano (n. 1935)
- 2024 - Mary Banotti, politica irlandese (n. 1939)
- 2024 - Bruce Maccabee, fisico statunitense (n. 1942)
- 2024 - Tom Marshall, cestista e allenatore di pallacanestro statunitense (n. 1931)
- 2024 - Frank Sibley, calciatore e allenatore di calcio inglese (n. 1947)
- 2024 - James Harris Simons, matematico, imprenditore e filantropo statunitense (n. 1938)
- 2024 - Hans Wahlgren, attore e doppiatore svedese (n. 1937)
- 2025 - Antonio Golini, statistico e funzionario italiano (n. 1937)
- 2025 - Nina Grebeškova, attrice sovietica (n. 1930)
- 2025 - Manfred Peter Hein, scrittore e traduttore tedesco (n. 1931)
- 2025 - Wolfgang Rausch, calciatore e allenatore di calcio tedesco (n. 1947)

## Senza anno specificato(1)
- Comgall di Bangor, monaco cristiano e abate irlandese (n. 516)